# 박동길
박동길(朴東吉, Dong-gil Park, 1897년 8월 5일 충청남도 연기군~1983년 2월)는 대한민국의 지질학자, 서울대학교 교수이다.

## 생애 및 업적
충청남도 연기군에서 1897년 태어났으며, 보통학교를 마치고 일본으로 건너갔다. 고학으로 중등학교 과정을 마치고, 오사카공업고등학교에서 응용화학을 전공하여 1925년에 졸업했으며, 제약회사에 근무하다가 일본 북동부 센다이(仙台)의 도호쿠(東北) 대학 이학부에 입학, 지질광물학과를 1930년에 졸업했다. 귀국 후 경성고등공업학교의 교수가 되었고, 1939년 경성광산전문학교가 문을 열자 그곳으로 자리를 옮겼다. 교육이 주임무였지만 당시 한국의 척박한 지질학계를 대표하여 연구 성과를 남겼다.
1938년에는 화학적 방법에 의한 코발트광 검정법(일본특허 제169534호)을 개발했고, 1940년에는 황해도 지역의 알칼리 장석 광상을 발견하여 성가를 높였다. 또한 동아시아에서 최초로 다이아몬드 원석을 발견하기도 했다. 이밖에도 술폰화유지제조법의 발명(일본특허 제70930호), 함경북도 지역의 안테신 발견, 알칼리 혼블렌드(각섬석)의 발견, 화학적 방법에 의한 고광물의 감정과 유통성분의 검출법 개발, 강원도 지역에서의 하석광상(霞石鑛床)의 발견 등 많은 업적을 남겼다.

### 한국지질학재건
광복 후, 재조선미육군사령부군정청 상무부는 일본인들이 빠져나간 지질조사소와 연료선광연구소를 접수하고, 두 기관을 통합하기로 결정한 뒤 박동길을 겸임 소장으로 임명했다. 두 기관은 1946년 4월 지질광산연구소로 통합되었고, 중앙지질광물연구소 등 몇 차례 명칭 변경을 거쳐 현재의 한국지질자원연구원(KIGAM)으로 계승되었다. 이에, 지질광산연구소와 중앙지질광물연구소의 초대 소장으로 1951년까지 봉직하며, 분단과 전쟁 등 어려운 현실 속에서도 연구소의 기틀을 다졌다.

### 광물자원개발 위한 학문적 토대
한국에 이렇다 할 공업이 없었던 1950년대에는 지하자원을 활용한 광업이 국가 경제에서 차지하는 비중이 매우 높았다. 특히 석탄은 한국에서 가장 중요한 산업자원 중 하나였으므로, 이를 비롯한 각종 광물자원을 효과적으로 활용할 수 있도록 해주는 지질학 연구는 국가경제 재건에도 직접적으로 이바지하는 일이었다. 그는 『한국의 광물자원』(1953), 『방사성 광물의 탐광』(1963) 등의 연구서를 펴내 광물자원 개발을 위한 학문적 토대를 제공했으며, 지질 탐사를 통해 강원도 양양군 철산광상(철광석) 등 유용 자원을 발굴하여 산업화의 기틀을 닦았다. 그밖에 형석광의 선광방법의 발명(대한민국 특허 제36호), 아연광의 처리방법의 발명(특허 제1254호), 아연광의 제련방법의 발명(특허 제1437호) 등의 실용적 업적을 남겼다.
대한지질학회를 창립하는 데에도 주도적인 역할을 했다. 1947년 학회 창립과 함께 초대 회장이 되었고 1955년까지 회장으로 재임하며 지질학계의 기틀을 다졌다. 대한지질학회는 뒷날 『태백산지구 지하자원 조사 보고서』(1962)를 발간하는 등 국가 경제 발전을 위한 학문적 토대를 제공할 수 있었다.
1958년부터 서울대학교 공과대학 교수로 일했으며, 정년 후에는 인하공과대학(현 인하대학교) 명예교수로 후학 양성에 주력했다. 청조소성훈장, 국민훈장  무궁화장, 수당과학상, 5·16민족문화상 등의 상훈을 받았으며, 대한민국학술원 부원장을 역임했다. 대한지질학회는 1974년 그의 공적을 기려 <운암지질학상>을 제정하고, 매년 지질학계에 공헌이 큰 이에게 시상하고 있다.
이 업적을 인정받아 2019 과학기술유공자 자연분야에 지정되었다.

## 이력
박동길의 이력은 다음과 같다.
- 1897년 8월 5일 충청남도 연기군 전동면 신대리에서 출생
- 1925년 3월 일본 오사카공업고등학교 응용화학과 졸업
- 1930년 3월 일본 도호쿠제국대학 지질광물학과 졸업
- 1939년 4월~1945년 경성광산전문학교 교수
- 1945년 11월~1951년 지질조사소・연료선광연구소 소장
- 1947년 4월~1955년 대한지질학회 제1대 회장
- 1952년 4월~1962년 서울대학교 공과대학 교수
- 1963년 한양대학교 명예공학박사
- 1974년 7월~1978년 대한민국학술원 부회장

### 포상
- 1959년 대한민국학술원상
- 1963년 청조소성훈장(근정훈장 1등급)
- 1963년 8월 국민훈장 무궁화장
- 1981년 수당과학상
- 1983년 5월 5.16 민족상 수상

## 참고자료
- 대한민국 과학기술정보통신부 홈페이지  보관됨 2020-09-27 - 웨이백 머신
- 韓國地質學界의 先驅者 雲巖 朴東吉 博士 대한지질학회 지질학회지 19권 2호